# Holcocera augusti
Holcocera augusti é uma espécie de mariposa do gênero Holcocera pertencente à família Coleophoridae.